# El-Lahun
El Lahun, tudi Illhun, Lahun ali Kahun, je starodavna egipčanska nekropola 16 km južno od Fajuma, Egipt. Glavna zanimivost tega območja je piramidni kompleks Senusreta II.  v bližini vasi Al-Lahun (arabsko اللاهون, al Lahuna), po kateri je nekropola dobila ime. V starih časih se je to območje imenovalo re-hen-t, kar pomeni "Usta (ali Odprtina) kanala."

## Opis
Piramida Senusreta II. je zgrajena podobno kot piramide drugih vladarjev iz Dvanajste dinastije. Zgrajena je na skalnem izdanku, zato njeno jedro ni v celoti iz blatnih zidakov, ampak so z njimi zapolnjene samo praznine med  skalami. Nenavadno je, da je piramidni tempelj vzhodno od nje, vhod vanjo pa na jugu in ne na severu, kot običajno. 
Severno od piramide je osem kamnitih blokov, ki naj bi verjetno služili kot mastabe za pokop osebja, povezanega z dvorom. Severno od piramide je tudi manjša kraljičina ali pomožna piramida.
Največja zanimivost najdišča je, da je bila na tem mestu sprva vas delavcev, ki so gradili piramido, in nato služili faraonovemu pogrebnemu kultu. Vas s tradicionalnim imenom Kahun je približno 800 m od piramide nedaleč od prvih obdelovalnih površin. Arheološke raziskave so dokazale, da so Egipčani poznali pravi obok. Vas kot taka je bila prav zaradi arheoloških raziskav tako uničena, da od nje ni ostalo skoraj nič.
Vas je izkopaval angleški egiptolog Flinders Petrie v letih 1888-1890 in ponovno leta 1914. Vas je bila velika in kakovostno zgrajena. V hišah so odkrili nekaj predmetov za vsakdanjo rabo in orodja, kar morda kaže, da so [graditelji] vas zapustili nenapovedano in hitro.
Med najdbami so bile tudi lesene škatle,  zakopane pod tlemi mnogo hiš. V njih so odkrili okostnjake dojenčkov, včasih dva ali tri v eni škatli. Ob smrti so bili stari nekaj mesecev. Njihove posmrtne ostanke so pokopali v puščavi. 
Med najdbami je bil Kahunski papirus s pravniškimi in medicinskimi besedili, sestavljen iz približno tisoč fragmentov. Med ponovnimi izkopavanji, ki so jih leta 2009 opravili egiptovski arheologi, so odkrili skrivališče mumij iz faraonskega obdobja. Mumije so bile v živahno pobarvanih lesenih krstah.
Najdišče je bilo naseljeno do pozne Trinajste dinastije in ponovno v Novem kraljestvu, ko so bila na tem območju opravljena obsežna melioracijska dela.

## Načrt mesta
Mesto je bilo pravokotne oblike. Na treh straneh je imelo obzidje iz blatnih zidakov. Četrti del obzidja se je morda podrl in ga je odplavila voda med  letnimi poplavami Nila. Znotraj obzidja je bil  še en zid, tako visok in močan kot zunanji, ki je spodnjo tretjino mesta delil od gornjih dveh. V spodnji tretjini so bile majhne enoprostorske vrstne hiše, v katerih so verjetno prebivali delavci, v gornjem delu mesta pa vile z več prostori, ki so verjetno pripadale eliti. Hiše so merile od 120 m² v spodnjem delu do 2.500 m² v gornjem delu mesta.  
Posebnost mesta je tako imenovana akropola. Podstavki stebrov kažejo, da je bila pomembna zgradba, morda faraonova rezidenca, ko je prišel nadzirat gradbena dela. Zdi se, da je bila zgradba izven uporabe in zapuščena že pred opustitvijo mesta. 
Zapisi na stelah in papirusih kažejo, da je bilo v obdobju Dvanajste dinastije na gradbišču veliko semitskih sužnjev, verjetno vojnih ujetnikov ali imigrantov. Zanimivo je, da so bile nekatere vile zgrajene iz slojev blatnih zidakov, ločenih z rogoznico. Takšna gradnja je bila značilna za Mezopotamijo. Pokopavanje v bivalnih prostorih je bilo značilno za Ur, kar morda kaže, da so v spodnjem delu mesta prebivali semitski (azijski) sužnji, ki jim njihovi nadzorniki niso zaupali.

## Najdbe
Egiptovski Vrhovni svet za starine je 26. aprila 2009 objavil, da so v bližini Lahunske piramide odkrili deponijo mumij iz faraonskih časov v živo poslikanih lesenih krstah. Krste s prizori iz življenja pokojnih so bile poslikane v živih odtenkih zelene, rdeče in bele barve. Arheologi so odkrili na desetine mumij, od katerih jih je bilo trideset zelo dobro ohranjenih in popisanih z molitvami za pomoč umrlim v zagrobnem življenju. Najdišče, ki je bilo nekoč obzidano z belimi apnenčastimi ploščami, bi lahko bilo več  tisoče let starejše, kot se je sprva domnevalo.
Egiptovski Vrhovni svet za starine je 23. maja 2010 objavil, da so v okolici Lahuna odkrili še 57 staroegipčanskih grobnic. V večini grobnic so našli pisano pobarvane lesene sarkofage z mumijami. Nekaj grobnic je bilo iz Prve in Druge egipčanske dinastije iz obdobja okoli 2750 pr. n. št. Nekateri napisi so bili že takrat napisani za pomoč umrlemu pri potovanju v zagrobno življenje. 
Dvanajst grobnic je bilo iz Osemnajste dinastije, ki je vladala v 2. tisočletju pr. n. št.  Mumije iz Osemnajste dinastije so bile zavite v platno, okrašeno z verskimi besedili iz Knjige mrtvih in podobami bogov.
Ena od najstarejših grobnic je bila skoraj popolnoma nedotaknjena, z vso pogrebno opremo in lesenim sarkofagom z mumijo, povito s platnenimi trakovi.
V 31 grobnicah iz obdobja okoli 2030-1840 pr. n. št., se pravi iz Srednjega kraljestva, so arheologi odkrili podobe egipčanskih bogov, med njimi Hora, Amona, Hator in Hnuma.
- Lončen vrč iz zaboja, v katerem je bil pokopan dojenček; v njem je bil koder las, lupina, košček lesa in koralde; Dvanajsta dinastija, Petriejev muzej egipčanske arheologije, London
- Apnenčasta plošča s kartušo Senusreta II. in podobo boginje Nekbet; mastaba št. 4, zdaj Petriejev muzej egipčanske arheologije, London
- Suh datelj, breskev, marelica in kamni; Lahun, pozno Srednje kraljestvo, zdaj Petriejev muzej egipčanske arheologije, London
- Neodprta vrečka iz belega platna, ki vsebuje platnene povoje; Lahun, Dvanajsta dinastija, zdaj Petriejev muzej egipčanske arheologije, London